# Sondersdorf
Sondersdorf es una localidad y comuna francesa, situada en el departamento de Alto Rin, en la región de Alsacia.

## Demografía
| 282 | 297 | 296 | 307 | 300 | 317 |
| Para los censos de 1962 a 1999 la población legal corresponde a la población sin duplicidades (Fuente: INSEE [Consultar]) |     |     |     |     |     |

## Patrimonio y cultura
- La capilla de Hippoltskirch, del siglo XVIII, declarada monumento histórico en 1995